# 竟寧
竟寧（きょうねい）は、中国、前漢の元帝劉奭（りゅうせき）の治世に行われた4番目の元号。紀元前33年。匈奴の呼韓邪単于が来朝したことにより、辺境の安寧を祝って「竟寧」とした。

## 出来事
- 元年
  - 王昭君が匈奴の呼韓邪単于に嫁ぐ。
  - 元帝が崩御し、成帝劉驁即位。王政君（成帝の母）の兄である王鳳が大司馬大将軍になるなど王氏一族が権力を掌握。

## 西暦との対照表
| 竟寧 | 元年   |
| 西暦 | 前33年 |
| 干支 | 戊子   |